# Lac Evans
Pour les articles homonymes, voir Evans.
Le lac Evans est un plan d'eau douce traversé par la rivière Broadback, de la municipalité de Eeyou Istchee Baie-James, dans la région administrative du Nord-du-Québec, au Québec, au Canada. Ce lac est traversé par la rivière Broadback.

## Géographie
Entouré d'un terrain généralement plat comportant des marais, le lac Evans est situé à 130 km au sud-est de la baie James. Ce lac comporte une superficie de 479 km2. Il reçoit les eaux du "lac Le Gardeur" (voisin du côté est) par le biais de la rivière Théodat et du lac Dana (voisin du côté ouest) par la passe Pastukamau. Le lac Evans constitue le plus grand élargissement de la rivière Broadback.
Le lac Evans comporte de profondes baies qui lui donnent un contour irrégulier. Les zones environnant le lac ont une topographie généralement nivelée, comportant plusieurs marais, à l'exception de la zone au sud du lac, où culminent les monts Reid et Middleton.

## Toponymie
La désignation lac Evans a été en usage vers la fin du XIXe siècle. Ce lac a été exploré et décrit par le géologue Robert Bell et l'arpenteur O'Sullivan dès 1900 et 1901. L'appellation de la rivière évoque l'œuvre de vie de sir John Evans (1823-1908), archéologue, géologue et manufacturier de papier, membre influent de plusieurs sociétés savantes. Evans occupa les postes de trésorier de la "Royal Society" de 1878 à 1898, président de la "Numismatic Society" de 1872 à 1908 et président de la Society of Antiquaries de Londres en 1885. Evans est aussi il est l'auteur d'ouvrages du domaine numismatique considérés aujourd'hui comme des classiques, et dans celui des outils et des armes des populations préhistoriques de la Grande-Bretagne.
Jadis, ce plan d'eau était désigné lac Long et lac Turgeon. Initialement, l'appellation de ce plan d'eau aurait été attribué vers 1910. Le toponyme lac Evans a été officialisé le 5 décembre 1968 à la Commission de toponymie du Québec.